# Тарасевич, Лидия Кузьминична
Лидия Кузьминична Тарасевич (1 мая 1929 год, деревня Раковщина) — педагог, заместитель директора средней школы № 96, гор. Минск, Белорусская ССР. Герой Социалистического Труда (1978).

## Биография
Родилась в 1929 году в многодетной крестьянской семье в деревне Раковщина. В 1948 году окончила десятилетку в родной деревне. В 1948 году поступила на учёбу в Оршанский учительский институт, который окончила в 1950 году. С 1950 года — учитель в сельской школе в Бегольмком районе, с 1953 года — учитель биологии, обществознания, завуч начальных классов в средних школах № 7 и № 96 в городе Минск.
Указом Президиума Верховного Совета СССР от 27 июня 1978 года за большие заслуги в деле обучения и коммунистического воспитания удостоена звания Героя Социалистического Труда с вручением ордена Ленина и золотой медали «Серп и Молот».
В 1978 году участвовала во Всесоюзной съезде учителей в Москве.
В 1986 году вышла на пенсию. Проживает в Минске.

## Награды
- Орден Ленина
- Орден Трудового Красного Знамени (1971)
- Заслуженный учитель Белорусской ССР (1974)
- Почётный житель Фрунзенского района города Минска (2008[2])